# Coppa della Pace
A Coppa della Pace (oficialmente:Coppa della Pace-Trofeo F.lli Anelli) é uma prova de ciclismo italiana disputada na Província de Rimini em Emília-Romanha.
Criada em 1971, foi uma prova amador até 2004. Desde a criação dos Circuitos Continentais da UCI em 2005 parte do UCI Europe Tour desde 2005, dentro da categoria 1.2 (última categoria do profissionalismo).

## Palmarés
Em amarelo: edição amador.
| Ano  | Ganhador                                                               | Segundo                                                                | Terceiro                                                               |
| ---- | ---------------------------------------------------------------------- | ---------------------------------------------------------------------- | ---------------------------------------------------------------------- |
| 1971 | Davide Ruscelli                                                        | Paolo Bernabini                                                        | Pasquale Amadio                                                        |
| 1972 | Mauro Ubaldini                                                         | Mauro Frani                                                            | Marco Sacchini                                                         |
| 1973 | Adriano Zannoni                                                        | Guido Bosi                                                             | Claudio Emaldi                                                         |
| 1974 | Clyde Sefton                                                           | Gilberto Romagnoli                                                     | Claudio Emaldi                                                         |
| 1975 | Alfio Vandi                                                            | Maurizio Bertini                                                       | Giancarlo Turci                                                        |
| 1976 | Não se disputou                                                        | Não se disputou                                                        | Não se disputou                                                        |
| 1977 | Daniele Caroli                                                         | Ercole Borzini                                                         | Mario Ceccaroni                                                        |
| 1978 | Marco Vitali                                                           | Fausto Lambruschi                                                      | Fabrizio Romagnoli                                                     |
| 1979 | Claudio Savini                                                         | Michele Fabbri                                                         | Claudio Toselli                                                        |
| 1980 | Ercole Borghini                                                        | Marco Vitali                                                           | Michele Fabbri                                                         |
| 1981 | Filippo Piersanti                                                      | Stefano Boni                                                           | Davide Cassani                                                         |
| 1982 | Fabio Patuelli                                                         | Piergiorgio Angeli                                                     | Marco Ronchiato                                                        |
| 1983 | Massimo Liverani                                                       | Maurizio Umbri                                                         | Claudio Santi                                                          |
| 1984 | Francesco Rosignoli                                                    | Stefano Arlotti                                                        | Valerio Franceschini                                                   |
| 1985 | Stefano Arlotti                                                        | Maurizio Vandelli                                                      | Claudio Umbri                                                          |
| 1986 | Davide Carli                                                           | William Dazzani                                                        | Gabriele Bezzi                                                         |
| 1987 | Davide Carli                                                           | Gianni Pigato                                                          | Stefano Arlotti                                                        |
| 1988 | Andrea Moretti                                                         | Fabiano Fontanelli                                                     | Remo Zauli                                                             |
| 1989 | Davide Negrini                                                         | Gianluca Bordignon                                                     | Alessandro Tassioli                                                    |
| 1990 | Stefano Sartori                                                        | Sergio Girardi                                                         | Gabriele Missaglia                                                     |
| 1991 | Giampaolo Verdi                                                        | Davide Dall'Olio                                                       | Angelo Manghino                                                        |
| 1992 | Filippo Simeoni                                                        | Massimiliano Gentili                                                   | Cristian Gasperoni                                                     |
| 1993 | Davide Dall'Olio                                                       | Dario Frigo                                                            | Oscar Ferrero                                                          |
| 1994 | Giuseppe Tartaggia                                                     | Massimo Giunti                                                         | Robin Torsoli                                                          |
| 1995 | Paolo Savoldelli                                                       | Ivano Zuccotti                                                         | Cristian Gasperoni                                                     |
| 1996 | Gabriele Balducci                                                      | Luca Mazzanti                                                          | Alessandro Spezialetti                                                 |
| 1997 | Maurizio Caravaggio                                                    | Michele Colleoni                                                       | Filippo Baldo                                                          |
| 1998 | Paolo Bossoni                                                          | Denis Lunghi                                                           | Valentino China                                                        |
| 1999 | Martin Derganc                                                         | Fabio Bulgarelli                                                       | Dimitry Gainetdinov                                                    |
| 2000 | Yevgeni Petrov                                                         | Dimitry Gainetdinov                                                    | Guido Balbis                                                           |
| 2001 | Guido Balbis                                                           | Andrea Moletta                                                         | Aleksandr Kólobnev                                                     |
| 2002 | Alexandr Bespalov                                                      | Aleksandr Arekéiev                                                     | Daniele Pietropolli                                                    |
| 2003 | Riccardo Riccò                                                         | Massimo Ianetti                                                        | Rosario Ferlito                                                        |
| 2004 | Blazej Janiaczyk                                                       | Alexey Esin                                                            | Micula De Matteis                                                      |
| 2005 | Vasil Kiryienka                                                        | Gene Bates                                                             | Davide Bragazzi                                                        |
| 2006 | Alexandre Filippov                                                     | Maurizio Biondo                                                        | Yauhen Sobal                                                           |
| 2007 | Marco Cattaneo                                                         | Marco Da Castagnori                                                    | Alberto Contoli                                                        |
| 2008 | Ben Swift                                                              | Adriano Malori                                                         | Jarosław Marycz                                                        |
| 2009 | Egor Silin                                                             | Pavel Kochetkov                                                        | Richie Porte                                                           |
| 2010 | Fabio Piscopiello                                                      | Manuele Boaro                                                          | Andrei Nichita                                                         |
| 2011 | Andrey Solomennikov                                                    | Vyacheslav Kuznetsov                                                   | Maksym Averin                                                          |
| 2012 | Ruslan Tleubayev                                                       | Paweł Poljański                                                        | Enrico Barbin                                                          |
| 2013 | Alessio Taliani                                                        | Graziano Di Luca                                                       | Davide Formolo                                                         |
| 2014 | Luca Ceolan                                                            | Daniel Pearson                                                         | Paolo Totò                                                             |
| 2015 | Simone Velasco                                                         | José Tito Hernández                                                    | Aleksander Vlasov                                                      |
| 2016 | Cancelada devido ao acidente em corrida do ciclista Keagan Girdlestone | Cancelada devido ao acidente em corrida do ciclista Keagan Girdlestone | Cancelada devido ao acidente em corrida do ciclista Keagan Girdlestone |
| 2017 | Nicola Gaffurini                                                       | Amanuel Gebreigzabhier                                                 | Nicolae Tanovitchii                                                    |
| 2018 | Matteo Sobrero                                                         | Giacomo Garavaglia                                                     | Raul Colombo                                                           |
| 2019 | Georg Zimmermann                                                       | Luca Rastelli                                                          | Filippo Zana                                                           |

## Palmarés por países
| País         | Vitórias |
| ------------ | -------- |
| Itália       | 35       |
| Rússia       | 5        |
| Austrália    | 1        |
| Eslovênia    | 1        |
| Polónia      | 1        |
| Bielorrússia | 1        |
| Reino Unido  | 1        |
| Cazaquistão  | 1        |
| Alemanha     | 1        |